# Distretto di Makó
Il distretto di Makó (in ungherese Makói járás) è un distretto dell'Ungheria, situato nella contea di Csongrád-Csanád.